# Аллувьоні-Камбіо
Аллувьоні-Камбіо (італ. Alluvioni Cambiò, п'єм. Aluvion Cambià) — муніципалітет в Італії, у регіоні П'ємонт, провінція Алессандрія.
Аллувьоні-Камбіо розташоване на відстані близько 460 км на північний захід від Рима, 85 км на схід від Турина, 16 км на північний схід від Алессандрії.
Населення — 934 особи (2014).
Щорічний фестиваль відбувається 4 листопада. Покровитель — San Carlo.

## Демографія
Населення за роками:

Станом на 31 грудня 2014 року в муніципалітеті офіційно проживав 41 іноземець з 6 країн, серед них 18 громадян країн Євросоюзу та 1 громадянин України.

## Сусідні муніципалітети
- Бассіньяна
- Ізола-Сант'Антоніо
- Пйовера
- Ривароне
- Сале